# Daniel Peponnet
Daniel Peponnet es un deportista francés que compitió en vela en la clase 470. Ganó una medalla de plata en el Campeonato Mundial de 470 de 1982 y una medalla de plata en el Campeonato Europeo de 470 de 1980.

## Palmarés internacional
| Campeonato Mundial | Campeonato Mundial   | Campeonato Mundial | Campeonato Mundial |
| Año                | Lugar                | Medalla            | Clase              |
| ------------------ | -------------------- | ------------------ | ------------------ |
| 1982               | Cascaes (Portugal)   | Medalla de plata   | 470                |
| Campeonato Europeo |                      |                    |                    |
| Año                | Lugar                | Medalla            | Clase              |
| 1980               | Helsinki (Finlandia) | Medalla de plata   | 470                |